# Hochmoor Wymeer
Das Hochmoor Wymeer ist ein Naturschutzgebiet in der niedersächsischen Gemeinde Bunde im Landkreis Leer.
Das Naturschutzgebiet mit dem Kennzeichen NSG WE 142 ist 52 Hektar groß. Das Gebiet steht seit dem 6. August 1983 unter Naturschutz. Zuständige untere Naturschutzbehörde ist der Landkreis Leer.
Das Schutzgebiet, das südöstlich von Wymeer und westlich der A 31 liegt, sichert den Rest eines Hochmoores mit weitgehend naturnaher Vegetation. Moorwälder und Moorheiden prägen die Landschaft. Im Naturschutzgebiet siedeln u. a. Sonnentau, Wollgräser, Besenheide, Blaues Pfeifengras und Gagelstrauch. Das Gebiet ist Lebensraum Waldeidechse und Kreuzotter.
Im Moorgebiet befindet sich ein Moorlehrpfad, für den Führungen angeboten werden. Aus Sicherheitsgründen mussten die im Jahr 2000 errichtete, reetgedeckte Beobachtungsplattform und die Bohlenwege wegen Rutsch- und Bruchgefahr wieder entfernt werden.